# Lega saudita professionistica 2015-2016
La Saudi Professional League 2015-2016 è stata la 41ª edizione del massimo livello del campionato saudita di calcio, nota come Abdul Latif Jameel League 2015-2016 per ragioni di sponsorizzazione. Il campionato è iniziato il 19 agosto 2015 ed è terminato il 14 maggio 2016.

## Stagione

### Novità
Al termine della Saudi Professional League 2014-2015 l'Al-Orobah e l'Al-Shoalah, ultimi due classificati, sono stati retrocessi in Saudi First Division. Al suo posto sono stati promossi l'Al-Qadisiyah, vincitore della Saudi First Division 2014-2015 e l'Al-Wehda, secondo classificato.

### Formula
Le 14 squadre si affrontano due volte in un girone di andata e ritorno per un totale di 26 partite.

La prima classificata vince il campionato ed è ammessa alla fase a gironi della AFC Champions League 2017.

La seconda classificata e la vincente della King Cup of Champions 2015-2016 accede alla fase a gironi della AFC Champions League 2017.

La terza classificata accede all'ultimo turno di qualificazione della AFC Champions League 2017.

Le ultime due classificate (13º e 14º posto) retrocedono in Saudi First Division 2016-2017.

## Squadre partecipanti
| Club         | Città   | Stadio                                        | Stagione precedente              |
| ------------ | ------- | --------------------------------------------- | -------------------------------- |
| Al-Ahli      | Jeddah  | King Abdullah Sports City                     | 2º posto                         |
| Al-Faisaly   | Harmah  | Stadio Prince Salman Bin Abdulaziz Sport City | 7º posto                         |
| Al-Fateh     | Al-Hasa | Stadio Prince Abdullah bin Jalawi             | 6º posto                         |
| Al-Hilal     | Riad    | King Fahd International Stadium               | 3º posto                         |
| Al-Ittihad   | Jeddah  | King Abdullah Sports City                     | 4º posto                         |
| Al-Khaleej   | Saihat  | Nayef bin Abdul Aziz Sports City Stadium      | 8º posto                         |
| Al-Nassr     | Riad    | King Fahd International Stadium               | Campione dell'Arabia Saudita     |
| Al-Qadisiyah | Khobar  | Prince Saud bin Jalawi Stadium                | 1º posto in Saudi First Division |
| Al-Raed      | Burayda | King Abdullah Sport City Stadium              | 11º posto                        |
| Al-Shabab    | Riad    | King Fahd International Stadium               | 5º posto                         |
| Al-Taawoun   | Burayda | King Abdullah Sport City Stadium              | 9º posto                         |
| Al-Wahda     | Makkah  | King Abdul Aziz                               | 2º posto in Saudi First Division |
| Hajer        | Al-Hasa | Stadio Prince Abdullah bin Jalawi             | 10º posto                        |
| Najran       | Najrān  | Al-Ukhdood Stadium                            | 12º posto                        |

## Classifica finale
Aggiornata al 14 maggio 2016.
|                           | Pos. | Squadra     | Pt | G  | V  | N  | P  | GF | GS | DR  |
| ------------------------- | ---- | ----------- | -- | -- | -- | -- | -- | -- | -- | --- |
| Arabia Saudita (bandiera) | 1.   | Al-Ahli     | 63 | 26 | 19 | 6  | 1  | 55 | 21 | +34 |
|                           | 2.   | Al-Hilal    | 55 | 26 | 17 | 4  | 5  | 52 | 23 | +29 |
|                           | 3.   | Al-Ittihad  | 49 | 26 | 15 | 4  | 7  | 54 | 37 | +17 |
|                           | 4.   | Al-Taawoun  | 45 | 26 | 13 | 6  | 7  | 54 | 35 | +19 |
|                           | 5.   | Al-Fateh    | 41 | 26 | 11 | 8  | 7  | 35 | 28 | +7  |
|                           | 6.   | Al-Shabab   | 39 | 26 | 11 | 6  | 9  | 27 | 28 | -1  |
|                           | 7.   | Al-Khaleej  | 33 | 26 | 8  | 9  | 9  | 27 | 43 | -16 |
|                           | 8.   | Al-Nassr    | 32 | 26 | 7  | 8  | 11 | 39 | 33 | +6  |
|                           | 9.   | Al-Wahda    | 31 | 26 | 8  | 7  | 11 | 30 | 37 | -7  |
|                           | 10.  | Al-Faisaly  | 29 | 26 | 7  | 8  | 11 | 28 | 37 | -9  |
|                           | 11.  | Al-Qadisiya | 28 | 26 | 6  | 10 | 10 | 26 | 32 | -6  |
|                           | 12.  | Al-Ra'ed    | 24 | 26 | 6  | 6  | 14 | 30 | 45 | -15 |
|                           | 13.  | Najran      | 21 | 26 | 5  | 6  | 15 | 36 | 53 | -17 |
|                           | 14.  | Hajer       | 9  | 26 | 2  | 3  | 21 | 15 | 56 | -41 |

Legenda:

      Campione dell'Arabia Saudita e ammessa alla AFC Champions League 2017

      Ammesse alla AFC Champions League 2017

      Ammesso alle qualificazioni della AFC Champions League 2017

      Retrocesse in Saudi First Division 2016-2017
Tre punti a vittoria, uno a pareggio, zero a sconfitta.
La classifica viene stilata secondo i seguenti criteri:
- Punti conquistati
- Playoff (per titolo, partecipazione alle coppe e retrocessione)
- Punti conquistati negli scontri diretti
- Differenza reti negli scontri diretti
- Reti realizzate negli scontri diretti
- Differenza reti generale
- Reti totali realizzate

### Verdetti
- Al-Ahli campione dell'Arabia Saudita e ammesso alla fase a gironi della AFC Champions League 2017.
- Al-Hilal ammesso alla fase a gironi della AFC Champions League 2017.
- Al-Ittihad ammesso alle qualificazioni della AFC Champions League 2017.
- Hajer e Najran retrocesse in Saudi First Division 2016-2017.

## Play-out
| Al Batin 19 maggio 2016, ore 20:45 CEST Andata | Al-Batin          | 2 – 1 | Al-Ra'ed | Al-Batin Club Stadium\| Arbitro: \| Mohammed Al-Hoish \| |
| Arbitro:                                       | Mohammed Al-Hoish |       |          |                                                          |

| Buraidah 26 maggio 2016, ore 20:45 CEST Ritorno | Al-Ra'ed | 4 – 1 | Al-Batin | King Abdullah Sport City stadium |

## Statistiche

### Classifica marcatori
Aggiornata al 14 maggio 2016
| Gol |  |  | Giocatore             | Squadra    |
| --- |  |  | --------------------- | ---------- |
| 27  |  |  | Omar Al Soma          | Al-Ahli    |
| 19  |  |  | Gelmin Rivas          | Al-Ittihad |
| 14  |  |  | Carlos Eduardo        | Al-Hilal   |
| 13  |  |  | Abdulmajid Al-Ruwaili | Al-Taawoun |
| 12  |  |  | Élton                 | Al-Fateh   |
| 11  |  |  | Ali Awaji             | Al Wahda   |